# Pic dels Pessons
Pic dels Pessons är en bergstopp i Andorra. Den ligger i parroquian Encamp, i den södra delen av landet nära gränsen till Spanien. Toppen på Pic dels Pessons är 2 864 meter över havet.
Pic dels Pessons är den högsta punkten i trakten. Närmaste större samhälle är Encamp, 6,8 kilometer väster om Pic dels Pessons. 
Trakten runt Pic dels Pessons består i huvudsak av gräsmarker.